# سعد عطية
سعد عطية (مواليد 26 فبراير 1987) لاعب كرة قدم يلعب كقلب دفاع عراقي يلعب في نادي القوة الجوية.

## وصلات خارجية
- سعد عطية على موقع الاتحاد الدولي (مؤرشف)  (الإنجليزية)
- سعد عطية على موقع قاعدة بيانات كرة القدم.إي يو (الإنجليزية)
- سعد عطية على موقع ناشيونال فوتبول تيمز (الإنجليزية)
- سعد عطية على موقع Soccerway.com (الإنجليزية)
- سعد عطية على موقع كووورة
- سعد عطية على موقع أوليمبيديا (الإنجليزية)
- The Saad Attiya Thread نسخة محفوظة 23 فبراير 2013 at Archive.is
- Iraqsport profiles نسخة محفوظة 26 نوفمبر 2005 على موقع واي باك مشين.